# Foucher d'Angoulême
Foucher d'Angoulême, mort le 20 novembre 1157, est un prélat français, qui fut abbé de Saint-Pierre de Cellefrouin, près d’Angoulême. Il part pour le Terre sainte où il devient archevêque de Tyr de 1134 à 1146 puis patriarche latin de Jérusalem de 1146 jusqu'à sa mort en 1157, en Palestine.

## Biographie

### Origine
Foucher était originaire d'Angoulême où il fut en 1130 abbé de Saint-Pierre de Cellefrouin, abbaye située à environ 32 kilomètres au nord-est de cette ville.
Il vint à Jérusalem lors du schisme papal entre Innocent II et Anaclet II en 1131 car l'évêque d'Angoulême, qui favorisait Anaclet, persécutait Foucher, qui soutenait quant à lui Innocent. À Jérusalem, il servit comme chanoine de l'église du Saint-Sépulcre.
Le chroniqueur Guillaume de Tyr le décrivit comme :

« religieux et craignant Dieu, possédant peu d'instruction, mais un homme fidèle et aimant la discipline. »

### Archevêque de Tyr

Église Saint-Nicolas, de l'abbaye Saint-Pierre de Cellefrouin, dont la voûte la façade occidentale datent du XIe siècle.

En 1134, après le décès de Guillaume Ier, un Anglais ancien prieur de l'église du Saint-Sépulcre, il lui succède comme archevêque de Tyr et est sacré par le patriarche latin de Jérusalem Guillaume de Messines.
Il se rendit ensuite à Rome pour recevoir le pallium des mains du pape Innocent II, mais à son retour, le patriarche Guillaume, offensé, lui en fit reproche et le maltraita. Innocent II réprimanda alors Guillaume et menaça de placer Tyr directement sous l'autorité de Rome ou de la transférer au patriarche latin d'Antioche. Cela s'inscrivait dans la continuité de la controverse persistante sur le patriarcat auquel Tyr devait être soumise, car avant la conquête musulmane de la Terre sainte, Tyr était alors soumise à Antioche, mais lors de sa reprise par les croisés en 1124, elle devint suffragante de Jérusalem, qui était politiquement plus dominante qu'Antioche. Le conflit fut résolu et Tyr resta sous la juridiction de Jérusalem.
En 1139, Foucher participa au siège de Banias puis fut présent à un synode à Antioche au mois de décembre de la même année.

### Patriarche latin de Jérusalem
Le patriarche Guillaume de Messines mourut en 1145 et le 25 janvier 1146, Foucher devint patriarche latin de Jérusalem. Un conflit de succession à Tyr opposa Raoul l'Anglais, chancelier du royaume de Jérusalem, et Pierre de Barcelone mais Raoul ne fut jamais consacré et Pierre finit par accéder à l'archevêché.
En 1148, Foucher fut parmi ceux qui accueillirent Conrad III de Hohenstaufen à son arrivée à Jérusalem pour la deuxième croisade. Il fut également envoyé à la rencontre de Louis VII de France, qui s'était arrêté à Antioche et où Foucher le persuada de poursuivre sa route vers Jérusalem plutôt que de rester à Antioche ou à Tripoli, toutes deux gouvernées par ses proches. En juin, Foucher assista au concile d'Acre, où fut prise la décision d'attaquer Damas, ce qui provoqua l'échec de la deuxième croisade.
En 1149, Foucher consacra le Saint-Sépulcre, fraîchement rénové après avoir subi des travaux de réorganisation et d'agrandissement au cours des cinquante années de domination croisée. Le style roman de cette église inspira de nombreuses autres églises en Europe.
En 1152, Foucher intervint dans la querelle entre la reine Mélisende et son fils, le roi Baudouin III, qui souhaitait prendre le pouvoir à sa majorité en 1148. La dispute dégénéra en conflit armé en 1152, et les tentatives de Foucher pour négocier la paix échouèrent, mais Baudouin finit par remporter la victoire.

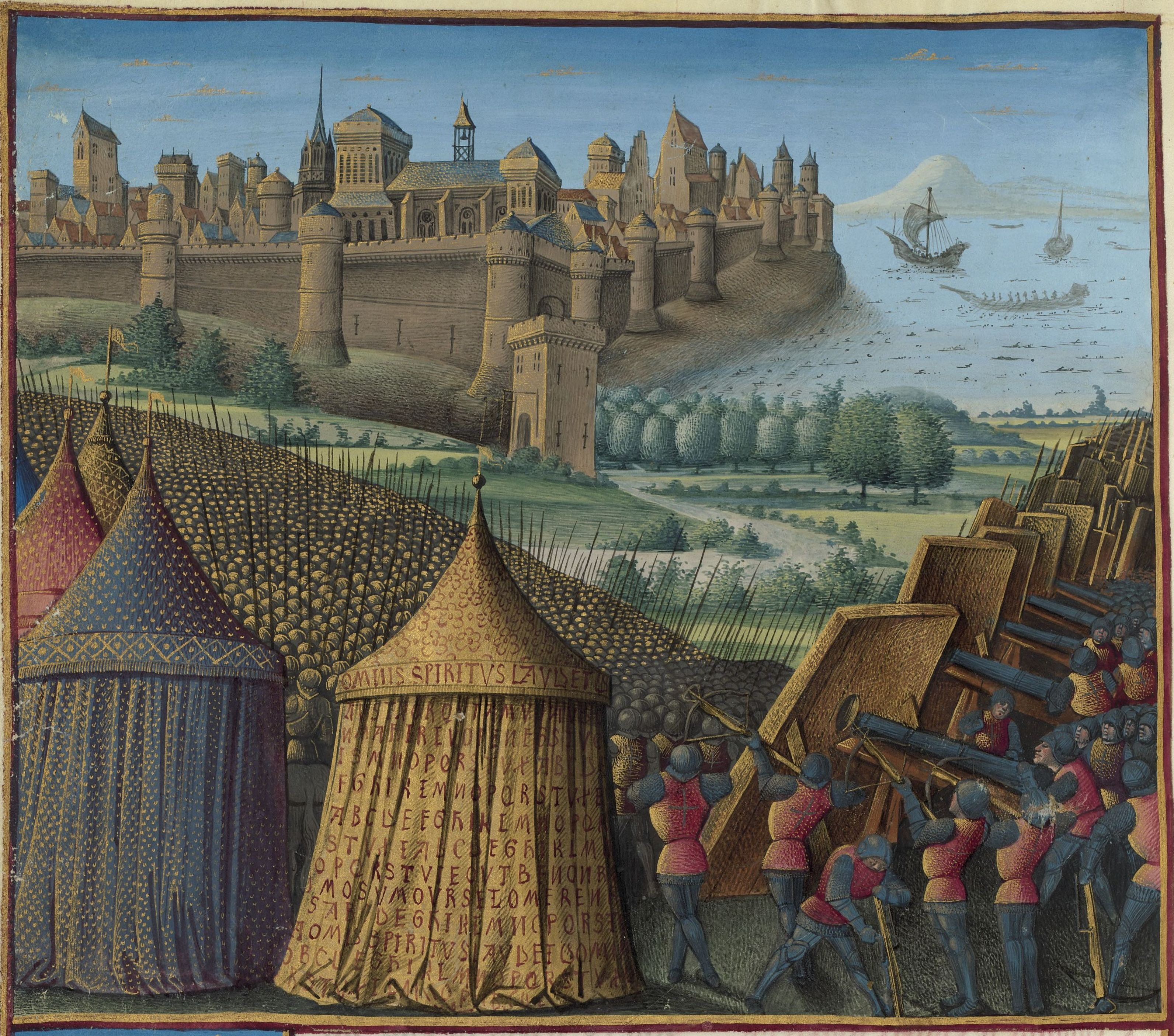
Le siège d'Ascalon de 1153, illustration des Passages d'outremer de Sébastien Mamerot, 1472-1475, Bibliothèque nationale de France).

En 1153, Foucher assista au siège d'Ascalon, où il transporta la relique de la Vraie Croix. En 1155, il fut impliqué dans un conflit avec les Hospitaliers, qui refusèrent de payer la dîme à l'Église. Mécontents, ceux-ci interrompirent sa prédication au Saint-Sépulcre et, selon Guillaume de Tyr, tirèrent des flèches dans l'église. Foucher et les autres prélats ecclésiastiques d'Outremer se rendirent à Rome pour se plaindre directement au pape Adrien IV.
En 1156, Foucher s'opposa au mariage d'Amaury, comte de Jaffa et d'Ascalon, et d'Agnès de Courtenay, invoquant la consanguinité. Foucher mourut le 20 novembre 1157. Guillaume de Tyr le décrivit alors comme « un homme très âgé, presque centenaire. »